# فوتبال در بلژیک
فوتبال، ورزشی که از پایان قرن نوزدهم در بلژیک بازی می‌شود، پرطرفدارترین ورزش در این کشور است. اتحادیه سلطنتی فوتبال بلژیک در ۱۸۹۵ به منظور آوردن قدری نظم و سازماندهی به این ورزش تأسیس شد. نخستین بازی تیم ملی فوتبال بلژیک در ۱ مه ۱۹۰۴ در برابر فرانسه انجام شد که به تساوی ۳ بر ۳ انجامید.